# Кліфтон Вебб
Кліфтон Вебб (англ. Clifton Webb; нар. 19 листопада 1889, Індіанаполіс, Індіана, США — пом. 13 жовтня 1966, Беверлі-Гіллз, Каліфорнія, США) — американський актор театру і кіно, триразовий номінант премії «Оскар» (одна номінація за найкращу чоловічу роль, інші дві — за найкращу чоловічу роль другого плану).

## Особисте життя
Вебб ніколи не був одружений, не мав дітей, і «взагалі був майже відкритим геєм, настільки, наскільки в той час могла собі дозволити голлівудська зірка. Він жив зі своєю матір'ю, разом з нею відвідував вечірки, і мав статус „холостяка“, що в той час малося на увазі, що він гей». Коли його запитували «про доречність бездітному, неодруженому чоловікові виконувати роль батька 12 осіб (в „Оптом дешевше“), він відповідав: „Мені не треба було ставати вбивцею, щоб зіграти Валдо Лідекера — я не батько, але я актор“».
Вебб жив разом зі своєю матір'ю, аж до її смерті в 1960 році у віці 91 року. Друг актора, драматург Ноел Кауард зауважив з приводу реакції Вебба на смерть матері: «Напевно, це жахливо стати сиротою в 71 рік». Вебб був вражений втратою матері, провівши довгий час у жалобі і самотності, за що Кауард став називати його «найстарішим сиротою в світі».

## Смерть
Протягом останніх п'яти років він багато хворів, у січні 1963 року йому провели операцію по корекції аневризми черевної аорти, а в травні 1966 року йому знову зробили операцію на кишечнику. Через кілька місяців після другої операції, 13 жовтня 1966 року Вебб помер від інфаркту в своєму будинку в Лос-Анджелесі, через шість років після смерті матері.

## Вибрана фільмографія
| Рік  |   | Українська назва            | Оригінальна назва     | Роль                   |
| ---- | - | --------------------------- | --------------------- | ---------------------- |
| 1944 | ф | Лора                        | Laura                 | Волдо Лайдеккер        |
| 1946 | ф | Лезо бритви                 | The Razor's Edge      | Елліотт Темплетон      |
| 1954 | ф | Світ жінки                  | Woman's World         | Ернест Гіффорд         |
| 1956 | ф | Людина, якої ніколи не було | The Man Who Never Was | лейтенант Евен Монтегю |